# Lengby, Minnesota
Lengby là một thành phố thuộc quận Polk, tiểu bang Minnesota, Hoa Kỳ. Năm 2010, dân số của thành phố này là 86 người.

## Dân số
- Dân số năm 2000: 79 người.
- Dân số năm 2010: 86 người.